# グンヒルト・フォン・デーネマルク

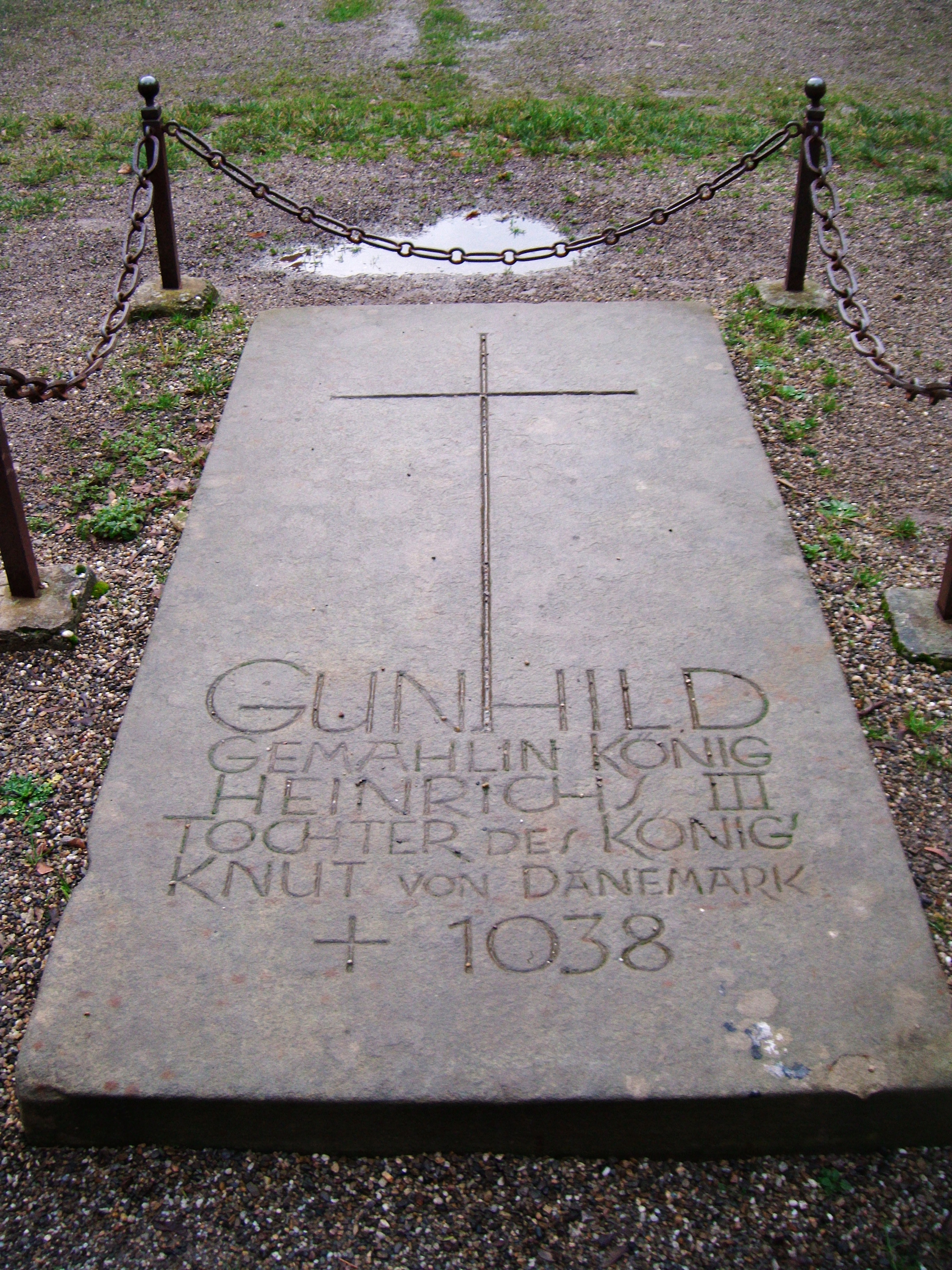
リンブルク修道院跡に残るグンヒルトの墓

グンヒルト・フォン・デーネマルク（ドイツ語：Gunhild von Dänemark, 1019/20年 - 1038年7月18日）またはグンヒル・ア・ダンマーク（デンマーク語：Gunhild af Danmark）は、後の神聖ローマ皇帝ハインリヒ3世の妃。

## 生涯
グンヒルトは北海帝国の王クヌート1世とその2番目の妃エマ・オブ・ノーマンディーとの間の娘で、後のデンマーク・イングランド王ハーデクヌーズの妹、ノルウェー王スヴェンおよびイングランド王ハロルド1世の異母妹、イングランド王エドワード懺悔王の異父妹である。
1025年ごろにまだ子供であったグンヒルはドイツに来た。グンヒルとローマ王コンラート2世の嗣子ハインリヒ3世との婚約は、デンマーク国境のシュレースヴィヒ公領と神聖ローマ帝国国境のホルシュタイン伯領の間の和平のために父クヌート1世が結んだ条約の一環であった。この結婚の合意は1035年にクヌート1世が死去する前に行われた。
1028年の復活祭の間に、ハインリヒ3世は諸侯の同意を得て父皇帝から王位を受け取り、バイエルン公領およびシュヴァーベン公領が与えられた。一時コンラート2世は、息子ハインリヒ3世を東ローマ皇帝コンスタンティノス8世の娘ゾエと結婚させることを考えていた。しかしその希望は果たされず、最終的に1035年の聖霊降臨の日にバンベルクにおいてグンヒルとハインリヒ3世は婚約し、翌年ナイメーヘンで結婚した。この結婚の際に、グンヒルトはドイツ名のクニグンデに名を改めた。
トロワ＝フォンテーヌのアルベリックおよびマームズベリのウィリアムの年代記によると、グンヒルトは姦通の疑いで告発され、決闘裁判で勝利したという。しかし、グンヒルトの代理人が勝利した後、グンヒルトはその勝利を拒絶し、修道女となったという。しかしその後まもなくグンヒルトとハインリヒ3世とは和解したとみられる。
1038年12月に、皇帝コンラート2世はイタリア遠征に向かい、皇后ギーゼラはレーゲンスブルクでハインリヒ3世やグンヒルトとともに降誕祭を祝った。短気なミラノ大司教アリベルトとの激しい争いで動きがとれない中、コンラートは息子ハインリヒ3世に支援を求め、ハインリヒ3世とグンヒルトは皇帝のイタリア遠征に従った。イタリアにおいて、グンヒルトは唯一の子であるベアトリクス（1037年 - 1061年）を産んだ。ベアトリクスは後にクウェドリンブルクおよびガンダースハイムの女子修道院長となった。
ミラノ包囲戦は失敗に終わったが、1038年にコンラート2世はサレルノ侯グアイマーリオ4世とカプア侯パンドルフォ4世の間の領地争いの仲裁を頼まれた。コンラート2世はグアイマーリオ4世の支援のため南イタリアに遠征し、カプアを手中に収めパンドルフォ4世を廃位した。この勝利により、南イタリアのほとんどの貴族が皇帝に忠実であることが明らかになった。
ドイツへの帰路において、伝染病（恐らくマラリア）が皇帝軍の中で流行し、多くの死者が出た。シュヴァーベン公ヘルマン4世やグンヒルトもその犠牲となった 。
グンヒルトの遺体はドイツに運ばれ、リンブルク修道院の教会に埋葬された。夫ハインリヒ3世がローマ王として戴冠されたのはコンラート2世が死去した1039年のことであり、グンヒルトは王妃としての戴冠は受けることはなかった。